# Ilha do Duque de Iorque (Papua-Nova Guiné)

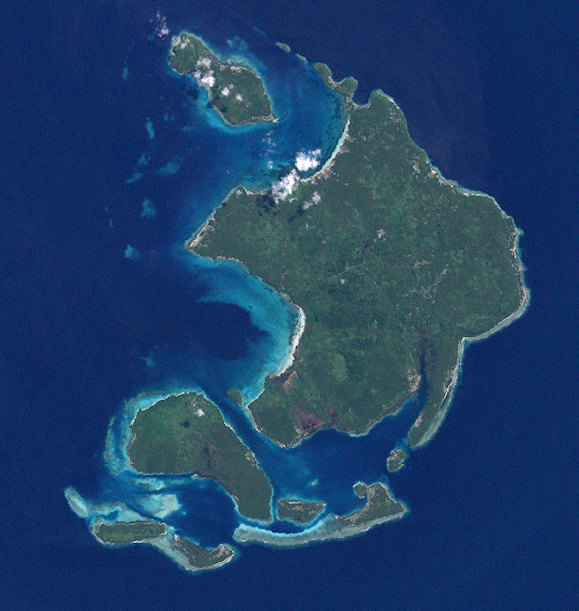

A Ilha do Duque de Iorque (anteriormente também chamada de Amacata ou Amakada, e em alemão colonial de Neulauenburg
) é a maior ilha do arquipélago do Duque de Iorque, que faz parte da província da Nova Bretanha Oriental, Papua-Nova Guiné. A ilha está situada no Pacífico Ocidental entre as ilhas maiores da Nova Bretanha no oeste e Nova Irlanda ao leste.
Ela é uma ilha de coral completamente plana e tem uma superfície em torno de 52 quilômetros quadrados. A Ilha do Duque de Iorque, e as suas ilhas vizinhas estão localizadas em zona de risco de inundação por terremotos e tsunamis. Tanto que, no ano 2000, muitos de seus residentes se transferiram para zonas mais altas das ilhas de Nova Bretanha e Nova Irlanda a fim de evitar uma possível catástrofe no arquipélago.
A ilha foi navegador britânico Philip Carteret descobriu a ilha e as ilhas vizinhas e as nomeou em honra do duque de Iorque. Em 1884 converteu-se numa colonia alemã, após a Primeira Guerra Mundial, passou a ser controlada pela Austrália e desde 1975 pertence ao Estado Papua-Nova Guiné.